# Ion Mota

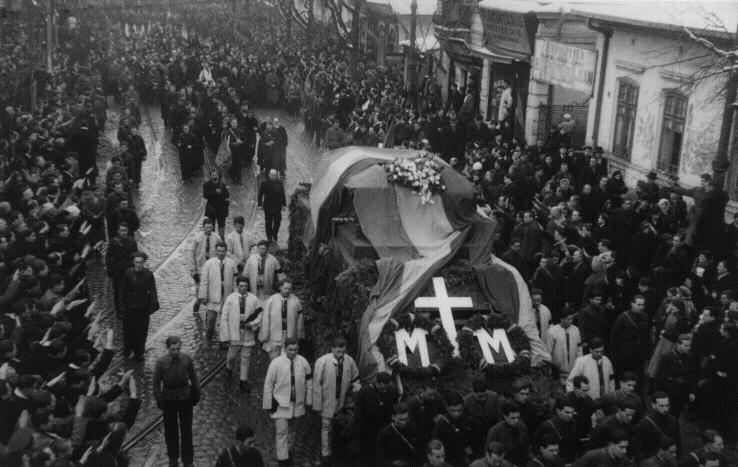
Begravningen för Moța och Vasile Marin i Rumänien.

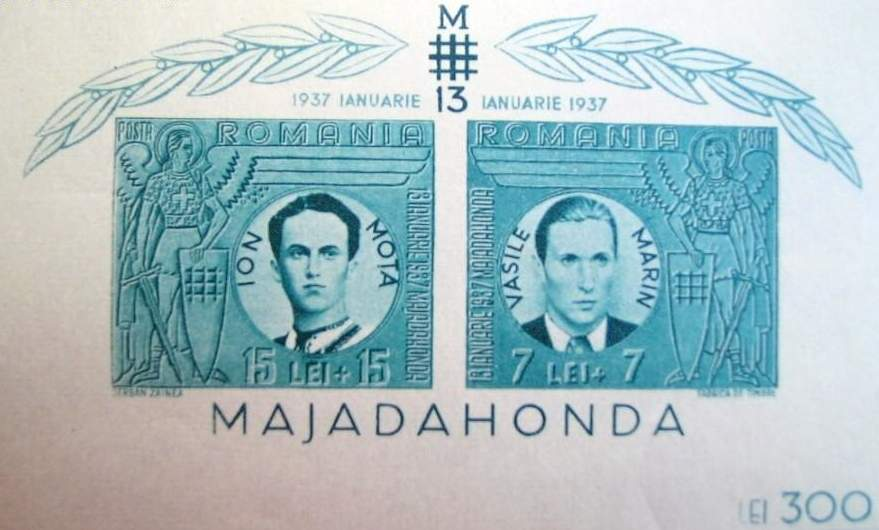
Marin och Ion Moța avbildade på ett frimärke.

Ion (Ionel) I. Moța, född 5 juli 1902 i Orăștie, Transsylvanien, död (i strid) 13 januari 1937 i Majadahonda, Spanien var tillsammans med Vasile Marin medlemmar ur det rumänska Järngardet som reste till Spanien för att delta på Francos sida i det spanska inbördeskriget. De båda stupade i strid i fronten vid Majadahonda, nära Madrid, 13 januari 1937.
I hemlandet Rumänien fick de båda soldaterna status som helgon och martyrer och porträtterades som änglar på bland annat frimärken. Parader med hundratusentals människor, hundratals präster och nunnor, tiotusentals legionärer ur Järngardet, hölls för de båda fallna. En stridsvagn dekorerad med Rumäniens flagga och de två stora bokstäverna M - M rullade nedför gatorna i Rumäniens huvudstad. 
Idag finns fortfarande stenmonumentet med korset ovanpå som byggdes för att hedra dem kvar.
Ion Moța stod Järngardets ledare Corneliu Codreanu nära och i ett gruppmöte för antisemitiska kristna ungdomar i Rumänien planerade de att mörda judiska bankirer och politiker som de ansåg hade förrått folket. När planerna avslöjades och gruppen med Codreanu arresterades, 8 oktober 1923, men släppts 1924 öppnade Ion Moța eld mot den man som hade avslöjat planerna för polisen. Mannen sköts sju gånger och skadades mycket allvarligt, men dog inte. Ion Moța fängslades i ytterligare sju månader innan han kunde släppas och Codreanu gjorde Moța till ledare för en kampgrupp kallad "Frăţia de Cruce". Han blev senare utnämnd av Codreanu själv till andra ledaren över Järngardets parti, Allt för Fäderneslandet.